# Crying Freeman
Crying Freemanクライング フリーマン (Kuraingu Furiiman) é uma série de mangá escrita por Kazuo Koike e ilustrada por Ryoichi Ikegami. Crying Freeman segue um assassino japonês hipnotizado e treinado pela máfia chinesa (chamada de "108 Dragões") para servir como seu agente e coberto por uma vasta e complexa tatuagem de dragão. Um assassino quieto, mas complicado, Freeman derrama lágrimas reflexivamente após cada assassinato como um sinal de arrependimento.
O mangá foi originalmente serializado pela Shogakukan em sua revista Big Comic Spirits de 1986 a 1988. Foi publicado pela primeira vez na América do Norte pela Viz Media no formato de revista em quadrinhos. Mais tarde, a Viz republicou a série no formato graphic novel em duas versões: um conjunto inicial e volumes mais longos que combinavam os volumes iniciais, apelidados de "Perfect Collections". De 2006 a 2007, o mangá foi republicado pela Dark Horse Comics em cinco volumes.
A história foi adaptada como um anime OVA pela Toei Animation, lançado de 1988 a 1994. Crying Freeman também foi adaptado para três filmes live-action: dois filmes de Hong Kong de 1990 em cantonês (Killer's Romance e The Dragon from Russia) e em 1995, uma podução franco-canadense em inglês, dirigido por Cristophe Gans e estrelado por Mark Dacascos.

## No Brasil
Em 1990, este mangá foi trazido para o Brasil pela Editora NovaSampa, mas não fez o devido sucesso como nos outros países (talvez por falta de divulgação da própria editora e da inflação que assolava o Brasil na época).
Crying Freeman tem um filme live action que no Brasil foi traduzido como título de O Combate Lágrimas do Guerreiro.
Em 2006 foi publicado pela Panini Comics desta vez até o final.

## Enredo
A história se inicia quando uma bela jovem chamada Emu O' Hara presencia o assassinato de um chefão da Yakuza. Através disso conhece o bonito e poderoso assassino Yo, por quem se sente atraída.
Yo recebe ordens para matar Emu. Porém, algo inesperado acontece: assassino e vítima são tomados por uma irresistível atração, que se transforma em uma ardente paixão. Por essa paixão, os dois terão de enfrentar os mais diversos desafios, como a polícia e a máfia inimiga que os persegue.

## Personagens

### Yo Hinomura
Jovem ceramista japonês que, após um incidente, acaba se envolvendo com a máfia chinesa. Sofre uma lavagem cerebral que, através de uma sugestão hipnótica, o transforma em um assassino conhecido como: Crying Freeman, o assassino que chora após matar suas vítimas.

### Emu O' Hara
Uma linda mulher, que ao presenciar um assassinato conhece um sedutor assassino chamado Yo. Emu que nunca conheceu o amor, por ser tímida, acaba se sentindo atraída pelo misterioso assassino. Por essa paixão, Emu tem sua vida virada de cabeça para baixo.